# هرزه‌ورز (هریس)
هرزه‌ورز یکی از روستاهای استان آذربایجان شرقی است که در دهستان خانمرود بخش مرکزی شهرستان هریس شهرستان هریس واقع شده‌است.